# Vulvoz
 Vulvoz  es una población y comuna francesa, situada en la región del Franco Condado, departamento de Jura, en el distrito de Saint-Claude y cantón de Les Bouchoux.

## Demografía
| 40 | 33 | 16 | 12 | 11 | 16 |
| Para los censos de 1962 a 1999 la población legal corresponde a la población sin duplicidades (Fuente: INSEE [Consultar]) |    |    |    |    |    |